# Чемпіонат світу з футболу 1986 (кваліфікаційний раунд, УЄФА)
У рамках відбіркового турніру до чемпіонату світу з футболу 1986 32 команди конфедерації УЄФА змагалися за дванадцять місць у фінальній частині чемпіонату світу з футболу 1986, а також за одне місце у міжконтинентальному плей-оф ОФК — УЄФА. Крім того ще один представник Європи, збірна Італії, кваліфікувався до розіграшу Кубка світу автоматично як його чинний володар.

## Формат
32 команди-учасниці відбіркового турніру були поділені на 7 груп. Кожна команда грала із кожним із суперників по групі по дві гри, одній вдома і одній на виїзді. Гурпи мали різну кількість учасників:
- Групи 2, 3, 4 та 6 мали по 5 учасників. Команди, що посіли перші два місця, виходили до фінальної частини чемпіонату світу.
- Групи 1, 5 та 7 мали по 4 учасники. Переможці виходили напряму до фінальної частини світової першості. Команди, що посіли другі місця, ставали учасниками плей-оф. Представнки груп 1 і 5 розігрували одну путівку між собою, а представник Групи 7 ставав учасником міжконтинентальному плей-оф ОФК — УЄФА.

## Груповий етап
Жеребкування відбіркових груп відбулося у швейцарському Цюриху 7 грудня 1983 року. Перед жеребкуванням команди-учасниці були розділені на п'ять кошиків, склад яких було оголошено за 10 днів до жеребкування.
| Кошик A                                                      | Кошик B                                                                                   | Кошик C                                                           | Кошик D                                                                   | Кошик E                                      |
| ------------------------------------------------------------ | ----------------------------------------------------------------------------------------- | ----------------------------------------------------------------- | ------------------------------------------------------------------------- | -------------------------------------------- |
| ФРН · Польща · Франція · Англія · СРСР · Австрія · Іспанія · | Північна Ірландія · Бельгія · Угорщина · Шотландія · Югославія · Чехословаччина · Данія · | Ірландія · Уельс · Нідерланди · Румунія · Швеція · НДР · Греція · | Болгарія · Португалія · Швейцарія · Ісландія · Албанія · Туреччина · Кіпр | Норвегія · Фінляндія · Мальта · Люксембург · |

### Резюме
| Група 1        | Група 2                      | Група 3                     | Група 4                  | Група 5      | Група 6                     | Група 7        |
| -------------- | ---------------------------- | --------------------------- | ------------------------ | ------------ | --------------------------- | -------------- |
| Польща         | ФРН                          | Англія                      | Франція                  | Угорщина     | Данія                       | Іспанія        |
| Бельгія        | Португалія                   | Північна Ірландія           | Болгарія                 | Нідерланди   | СРСР                        | Шотландія      |
| Албанія Греція | Швеція Чехословаччина Мальта | Румунія Фінляндія Туреччина | НДР Югославія Люксембург | Австрія Кіпр | Швейцарія Ірландія Норвегія | Уельс Ісландія |

### Група 1
| Команда | І | В | Н | П | Г+ | Г- | РГ | О |
| ------- | - | - | - | - | -- | -- | -- | - |
| Польща  | 6 | 3 | 2 | 1 | 10 | 6  | +4 | 8 |
| Бельгія | 6 | 3 | 2 | 1 | 7  | 3  | +4 | 8 |
| Албанія | 6 | 1 | 2 | 3 | 6  | 9  | −3 | 4 |
| Греція  | 6 | 1 | 2 | 3 | 5  | 10 | −5 | 4 |

|         | Албанія | Бельгія | Греція | Польща |
| ------- | ------- | ------- | ------ | ------ |
| Албанія | –       | 2–0     | 1–1    | 0–1    |
| Бельгія | 3–1     | –       | 2–0    | 2–0    |
| Греція  | 2–0     | 0–0     | -      | 1–4    |
| Польща  | 2–2     | 0–0     | 3–1    | -      |

| 17 жовтня 1984 |

| Бельгія                           | 3 – 1    | Албанія   |
| --------------------------------- | -------- | --------- |
| Класен 59' Шифо 84' Вордекерс 88' | Протокол | Омурі 71' |

| Стадіон імені короля Бодуена, Брюссель Глядачів: 8,978 Арбітр: Арто Равандер (Фінляндія) |

| 17 жовтня 1984 |

| Польща                              | 3 – 1    | Греція         |
| ----------------------------------- | -------- | -------------- |
| Смолярек 62' Дзекановський 65', 79' | Протокол | Мітропулос 35' |

| Стадіон імені Ернеста Поля, Забже Глядачів: 15,000 Арбітр: Свен Тіме (Норвегія) |

| 31 жовтня 1984 |

| Польща                 | 2 – 2    | Албанія            |
| ---------------------- | -------- | ------------------ |
| Смолярек 23' Палаш 80' | Протокол | Омурі 55' Кола 75' |

| Сталі Мелець, Мелець Глядачів: 24,500 Арбітр: Бруно Галлер (Швейцарія) |

| 19 грудня 1984 |

| Греція | 0 – 0    | Бельгія |
| ------ | -------- | ------- |
|        | Протокол |         |

| Олімпійський стадіон, Афіни Глядачів: 15,000 Арбітр: Гайнц Фанлер (Австрія) |

| 22 грудня 1984 |

| Албанія            | 2 – 0    | Бельгія |
| ------------------ | -------- | ------- |
| Йоса 69' Мінга 86' | Протокол |         |

| Кемаль Стафа, Тирана Глядачів: 30,802 Арбітр: Вікторіано Санчес Армініо (Іспанія) |

| 27 лютого 1985 |

| Греція                   | 2 – 0    | Албанія |
| ------------------------ | -------- | ------- |
| Саравакос 9' Антоніу 37' | Протокол |         |

| Олімпійський стадіон, Афіни Глядачів: 20,000 Арбітр: Йоан Ігна (Румунія) |

| 27 березня 1985 |

| Бельгія                  | 2 – 0    | Греція |
| ------------------------ | -------- | ------ |
| Веркаутерен 69' Шифо 89' | Протокол |        |

| Стадіон імені короля Бодуена, Брюссель Глядачів: 32,000 Арбітр: Кіт Гакетт (Англія) |

| 1 травня 1985 |

| Бельгія                        | 2 – 0    | Польща |
| ------------------------------ | -------- | ------ |
| Ванденберг 30' Веркаутерен 53' | Протокол |        |

| Стадіон імені короля Бодуена, Брюссель Глядачів: 48,310 Арбітр: Малкольм Моффатт (Північна Ірландія) |

| 19 травня 1985 |

| Греція          | 1 – 4    | Польща                                                   |
| --------------- | -------- | -------------------------------------------------------- |
| Анастопулос 47' | Протокол | Смолярек 25' Островський 58' Бонек 78' Дзекановський 90' |

| Олімпійський стадіон, Афіни Глядачів: 52,500 Арбітр: Зоран Петрович (СФРЮ) |

| 30 травня 1985 |

| Албанія | 0 – 1    | Польща    |
| ------- | -------- | --------- |
|         | Протокол | Бонек 24' |

| Кемаль Стафа, Тирана Глядачів: 25,000 Арбітр: Йордан Зезов (Болгарія) |

| 11 вересня 1985 |

| Польща | 0 – 0    | Бельгія |
| ------ | -------- | ------- |
|        | Протокол |         |

| Сілезький стадіон, Хожув Глядачів: 70,000 Арбітр: Боб Валентайн (Шотландія) |

| 30 жовтня 1985 |

| Албанія   | 1 – 1    | Греція        |
| --------- | -------- | ------------- |
| Омурі 24' | Протокол | Скартадос 54' |

| Кемаль Стафа, Тирана Глядачів: 22,000 Арбітр: Раул Фернандеш Назаре (Португалія) |

### Група 2
| Команда        | І | В | Н | П | Г+ | Г- | РГ  | О  |
| -------------- | - | - | - | - | -- | -- | --- | -- |
| ФРН            | 8 | 5 | 2 | 1 | 22 | 9  | +13 | 12 |
| Португалія     | 8 | 5 | 0 | 3 | 12 | 10 | +2  | 10 |
| Швеція         | 8 | 4 | 1 | 3 | 14 | 9  | +5  | 9  |
| Чехословаччина | 8 | 3 | 2 | 3 | 11 | 12 | −1  | 8  |
| Мальта         | 8 | 0 | 1 | 7 | 6  | 25 | −19 | 1  |

|                | Чехословаччина | Мальта | Португалія | Швеція | Західна Німеччина |
| -------------- | -------------- | ------ | ---------- | ------ | ----------------- |
| Чехословаччина | –              | 4–0    | 1–0        | 2–1    | 1–5               |
| Мальта         | 0–0            | –      | 1–3        | 1–2    | 2–3               |
| Португалія     | 2–1            | 3–2    | -          | 1–3    | 1–2               |
| Швеція         | 2–0            | 4–0    | 0–1        | -      | 2–2               |
| ФРН            | 2–2            | 6–0    | 0–1        | 2–0    | -                 |

| 23 травня 1984 |

| Швеція                                                  | 4 – 0    | Мальта |
| ------------------------------------------------------- | -------- | ------ |
| Сунессон 4', 75' Корнеліуссон 37' Ерландссон 70' (пен.) | Протокол |        |

| Норрчепінг Ідроттспарк, Норрчепінг Глядачів: 18,819 Арбітр: Девід Сайм (Шотландія) |

| 12 вересня 1984 |

| Швеція | 0 – 1    | Португалія         |
| ------ | -------- | ------------------ |
|        | Протокол | Фернанду Гоміш 78' |

| Росунда, Сульна Глядачів: 30,136 Арбітр: Жоель Кінью (Франція) |

| 14 жовтня 1984 |

| Португалія                       | 2 – 1    | Чехословаччина |
| -------------------------------- | -------- | -------------- |
| Діамантіну 14' Карлуш Мануел 50' | Протокол | Янечка 39'     |

| Даш Анташ, Порту Глядачів: 32,500 Арбітр: Джордж Кортні (Англія) |

| 17 жовтня 1984 |

| ФРН                    | 2 – 0    | Швеція |
| ---------------------- | -------- | ------ |
| Ран 75' Румменігге 88' | Протокол |        |

| Мюнгерсдорфер, Кельн Глядачів: 61,200 Арбітр: Боб Валентайн (Шотландія) |

| 31 жовтня 1984 |

| Чехословаччина                              | 4 – 0    | Мальта |
| ------------------------------------------- | -------- | ------ |
| Янечка 4', 71' Яролім 35' Бергер 77' (пен.) | Протокол |        |

| Стадіон Евжена Рошицького, Прага Глядачів: 3,450 Арбітр: Гудмундур Гаральдссон (Ісландія) |

| 14 листопада 1984 |

| Португалія | 1 – 3    | Швеція                            |
| ---------- | -------- | --------------------------------- |
| Жордан 11' | Протокол | Приц 29' (пен.), 35' Нільссон 38' |

| Жозе Алваладе, Лісабон Глядачів: 21,089 Арбітр: Рожер Схутерс (Бельгія) |

| 16 грудня 1984 |

| Мальта                   | 2 – 3    | ФРН                         |
| ------------------------ | -------- | --------------------------- |
| Бусуттіл 10' Ксюереб 84' | Протокол | Ферстер 43' Аллофс 68', 83' |

| Національний стадіон, Та-Калі Глядачів: 35,102 Арбітр: Зоран Петрович (СФРЮ) |

| 10 лютого 1985 |

| Мальта       | 1 – 3    | Португалія                               |
| ------------ | -------- | ---------------------------------------- |
| Фарруджа 59' | Протокол | Карлуш Мануел 6' Фернанду Гоміш 13', 74' |

| Національний стадіон, Та-Калі Глядачів: 22,610 Арбітр: Міклош Надь (Угорщина) |

| 24 лютого 1985 |

| Португалія     | 1 – 2    | ФРН                       |
| -------------- | -------- | ------------------------- |
| Діамантіну 57' | Протокол | Літтбарскі 28' Феллер 37' |

| Національний стадіон, Лісабон Глядачів: 60,000 Арбітр: Паоло Казарін (Італія) |

| 27 березня 1985 |

| ФРН                                                       | 6 – 0    | Мальта |
| --------------------------------------------------------- | -------- | ------ |
| Ран 10', 17' Магат 13' Літтбарскі 18' Румменігге 43', 67' | Протокол |        |

| Лудвігспаркштадіон, Саарбрюкен Глядачів: 37,600 Арбітр: Талат Токат (Туреччина) |

| 21 квітня 1985 |

| Мальта | 0 – 0    | Чехословаччина |
| ------ | -------- | -------------- |
|        | Протокол |                |

| Національний стадіон, Та-Калі Глядачів: 7,320 Арбітр: Санчес Армініо Вікторіано (Іспанія) |

| 30 квітня 1985 |

| Чехословаччина | 1 – 5    | ФРН                                                          |
| -------------- | -------- | ------------------------------------------------------------ |
| Грига 87'      | Протокол | Бертольд 8' Літтбарскі 22' Маттеус 36' Гергет 43' Аллофс 83' |

| Стадіон Евжена Рошицького, Прага Глядачів: 35,000 Арбітр: Жоель Кінью (Франція) |

| 5 червня 1985 |

| Швеція                      | 2 – 0    | Чехословаччина |
| --------------------------- | -------- | -------------- |
| Приц 77' (пен.) Ларссон 85' | Протокол |                |

| Росунда, Сульна Глядачів: 33,981 Арбітр: Едвард Фаррелл (Ірландія) |

| 25 вересня 1985 |

| Швеція                         | 2 – 2    | ФРН                   |
| ------------------------------ | -------- | --------------------- |
| Корнеліуссон 63' Магнуссон 90' | Протокол | Феллер 23' Гергет 40' |

| Росунда, Сульна Глядачів: 39,157 Арбітр: Марсель Ван Лангенхов (Бельгія) |

| 25 вересня 1985 |

| Чехословаччина | 1 – 0    | Португалія |
| -------------- | -------- | ---------- |
| Грушка 21'     | Протокол |            |

| Стадіон Евжена Рошицького, Прага Глядачів: 9,000 Арбітр: Дамір Матовинович (СФРЮ) |

| 12 жовтня 1985 |

| Португалія                         | 3 – 2    | Мальта                           |
| ---------------------------------- | -------- | -------------------------------- |
| Фернанду Гоміш 37', 79' Рафаел 50' | Протокол | Фредеріку 46' (аг) Деджорджо 78' |

| Да Луж, Лісабон Глядачів: 15,000 Арбітр: Алан Снодді (Північна Ірландія) |

| 16 жовтня 1985 |

| Чехословаччина             | 2 – 1    | Швеція          |
| -------------------------- | -------- | --------------- |
| Равеллі 41' (аг) Візек 69' | Протокол | Корнеліуссон 6' |

| Стадіон Евжена Рошицького, Прага Глядачів: 7,000 Арбітр: Жорж Сандоз (Швейцарія) |

| 16 жовтня 1985 |

| ФРН | 0 – 1    | Португалія        |
| --- | -------- | ----------------- |
|     | Протокол | Карлуш Мануел 55' |

| Некарштадіон, Штутгарт Глядачів: 55,000 Арбітр: Кіт Гакетт (Англія) |

| 17 листопада 1985 |

| ФРН                     | 2 – 2    | Чехословаччина      |
| ----------------------- | -------- | ------------------- |
| Бреме 1' Румменігге 87' | Протокол | Новак 52' Лауда 62' |

| Олімпійський стадіон, Мюнхен Глядачів: 16,000 Арбітр: Svein-Інге Тіме (Норвегія) |

| 17 листопада 1985 |

| Мальта       | 1 – 2    | Швеція                |
| ------------ | -------- | --------------------- |
| Фарруджа 65' | Протокол | Приц 2' Стремберг 76' |

| Національний стадіон, Та-Калі Глядачів: 6,849 Арбітр: Юсуф Намоглу (Туреччина) |

### Група 3
| Команда           | І | В | Н | П | Г+ | Г- | РГ  | О  |
| ----------------- | - | - | - | - | -- | -- | --- | -- |
| Англія            | 8 | 4 | 4 | 0 | 21 | 2  | +19 | 12 |
| Північна Ірландія | 8 | 4 | 2 | 2 | 8  | 5  | +3  | 10 |
| Румунія           | 8 | 3 | 3 | 2 | 12 | 7  | +5  | 9  |
| Фінляндія         | 8 | 3 | 2 | 3 | 7  | 12 | −5  | 8  |
| Туреччина         | 8 | 0 | 1 | 7 | 2  | 24 | −22 | 1  |

|                   | Англія | Фінляндія | Північна Ірландія | Румунія | Туреччина |
| ----------------- | ------ | --------- | ----------------- | ------- | --------- |
| Англія            | –      | 5–0       | 0–0               | 1–1     | 5–0       |
| Фінляндія         | 1–1    | –         | 1–0               | 1–1     | 1–0       |
| Північна Ірландія | 0–1    | 2–1       | -                 | 3–2     | 2–0       |
| Румунія           | 0–0    | 2–0       | 0–1               | -       | 3–0       |
| Туреччина         | 0–8    | 1–2       | 0–0               | 1–3     | -         |

| 27 травня 1984 |

| Фінляндія | 1 – 0    | Північна Ірландія |
| --------- | -------- | ----------------- |
| Валве 55' | Протокол |                   |

| Порін Стадіон, Порі Глядачів: 8,155 Арбітр: Карл-Гайнц Трічлер (ФРН) |

| 12 вересня 1984 |

| Північна Ірландія                              | 3 – 2    | Румунія              |
| ---------------------------------------------- | -------- | -------------------- |
| Йоргулеску 34' (аг) Вайтсайд 61' М. О'Нілл 73' | Протокол | Хаджі 36' Гилгеу 80' |

| Віндзор Парк, Белфаст Глядачів: 17,269 Арбітр: Алексіс Понне (Бельгія) |

| 17 жовтня 1984 |

| Англія                                           | 5 – 0    | Фінляндія |
| ------------------------------------------------ | -------- | --------- |
| Гейтлі 29', 50' Вудкок 41' Робсон 70' Сенсом 88' | Протокол |           |

| Вемблі, Лондон Глядачів: 47,234 Арбітр: Александер Суханек (Польща) |

| 31 жовтня 1984 |

| Туреччина          | 1 – 2    | Фінляндія             |
| ------------------ | -------- | --------------------- |
| Тюфекчі 78' (пен.) | Протокол | Хєлм 10' Ліппонен 68' |

| Анталія Ататюрк, Анталія Глядачів: 7,062 Арбітр: Велоді Міміношвілі (СРСР) |

| 14 листопада 1984 |

| Північна Ірландія                   | 2 – 1    | Фінляндія    |
| ----------------------------------- | -------- | ------------ |
| Дж. О'Нілл 44' Армстронг 51' (пен.) | Протокол | Ліппонен 22' |

| Віндзор Парк, Белфаст Глядачів: 19,457 Арбітр: Сантуш Да Сілва (Португалія) |

| 14 листопада 1984 |

| Туреччина | 0 – 8    | Англія                                                           |
| --------- | -------- | ---------------------------------------------------------------- |
|           | Протокол | Робсон 13', 59', 61' Вудкок 17', 43' Барнс 47', 53' Андерсон 86' |

| Іненю, Стамбул Глядачів: 26,494 Арбітр: Войтех Христов (Чехословаччина) |

| 27 лютого 1985 |

| Північна Ірландія | 0 – 1    | Англія     |
| ----------------- | -------- | ---------- |
|                   | Протокол | Гейтлі 77' |

| Віндзор Парк, Белфаст Глядачів: 28,500 Арбітр: Фолькер Рот (ФРН) |

| 3 квітня 1985 |

| Румунія                     | 3 – 0    | Туреччина |
| --------------------------- | -------- | --------- |
| Хаджі 21' Кеметару 28', 42' | Протокол |           |

| Сталіон Централ, Крайова Глядачів: 35,000 Арбітр: Овадія Бен Іцхак (Ізраїль) |

| 1 травня 1985 |

| Північна Ірландія | 2 – 0    | Туреччина |
| ----------------- | -------- | --------- |
| Вайтсайд 4', 54'  | Протокол |           |

| Віндзор Парк, Белфаст Глядачів: 18,000 Арбітр: Бруно Галлер (Швейцарія) |

| 1 травня 1985 |

| Румунія | 0 – 0    | Англія |
| ------- | -------- | ------ |
|         | Протокол |        |

| 23 серпня, Бухарест Глядачів: 60,000 Арбітр: Еміліо Гурусета (Іспанія) |

| 22 травня 1985 |

| Фінляндія   | 1 – 1    | Англія     |
| ----------- | -------- | ---------- |
| Рантанен 5' | Протокол | Гейтлі 50' |

| Олімпійський стадіон, Гельсінкі Глядачів: 30,311 Арбітр: Зігфрід Кіршен (НДР) |

| 6 червня 1985 |

| Фінляндія    | 1 – 1    | Румунія  |
| ------------ | -------- | -------- |
| Ліппонен 26' | Протокол | Хаджі 7' |

| Олімпійський стадіон, Гельсінкі Глядачів: 24,863 Арбітр: Марсель Ван Лангенхов (Бельгія) |

| 28 серпня 1985 |

| Румунія             | 2 – 0    | Фінляндія |
| ------------------- | -------- | --------- |
| Хаджі 7' Матеуц 56' | Протокол |           |

| Дан Пелтінішану, Тімішоара Глядачів: 35,000 Арбітр: Зоран Петрович (СФРЮ) |

| 11 вересня 1985 |

| Туреччина | 0 – 0    | Північна Ірландія |
| --------- | -------- | ----------------- |
|           | Протокол |                   |

| Ізмір-Ататюрк, Ізмір Глядачів: 39,157 Арбітр: Мішель Вотро (Франція) |

| 11 вересня 1985 |

| Англія    | 1 – 1    | Румунія      |
| --------- | -------- | ------------ |
| Годдл 25' | Протокол | Кеметару 60' |

| Вемблі, Лондон Глядачів: 59,500 Арбітр: Карл-Гайнц Трічлер (ФРН) |

| 25 вересня 1985 |

| Фінляндія    | 1 – 0    | Туреччина |
| ------------ | -------- | --------- |
| Рантанен 38' | Протокол |           |

| Тампере, Тампере Глядачів: 5,616 Арбітр: Руне Ларссон (Швеція) |

| 16 жовтня 1985 15:00 (UTC+2) |

| Румунія | 0–1      | Північна Ірландія |
| ------- | -------- | ----------------- |
|         | Протокол | Квінн 29'         |

| 23 серпня, Бухарест Глядачів: 35,000 Арбітр: Геннінг Лунд-Соренсен (Данія) |

| 16 жовтня 1985 19:45 (UTC+1) |

| Англія                                    | 5–0      | Туреччина |
| ----------------------------------------- | -------- | --------- |
| Водл 15' Лінекер 18', 43', 54' Робсон 35' | Протокол |           |

| Вемблі, Лондон Глядачів: 52,500 Арбітр: Анатолій Мільченко (СРСР) |

| 13 листопада 1985 19:00 (UTC±0) |

| Англія | 0–0      | Північна Ірландія |
| ------ | -------- | ----------------- |
|        | Протокол |                   |

| Вемблі, Лондон Глядачів: 70,500 Арбітр: Ерік Фредрікссон (Швеція) |

| 13 листопада 1985 |

| Туреччина | 1–3      | Румунія                            |
| --------- | -------- | ---------------------------------- |
| Текін 78' | Протокол | Йоргулеску 15' Кораш 27' Йован 54' |

| Ізмір-Ататюрк, Ізмір Глядачів: 19,477 Арбітр: Фолькер Рот (ФРН) |

### Група 4
| Команда    | І | В | Н | П | Г+ | Г- | РГ  | О  |
| ---------- | - | - | - | - | -- | -- | --- | -- |
| Франція    | 8 | 5 | 1 | 2 | 15 | 4  | +11 | 11 |
| Болгарія   | 8 | 5 | 1 | 2 | 13 | 5  | +8  | 11 |
| НДР        | 8 | 5 | 0 | 3 | 16 | 9  | +7  | 10 |
| Югославія  | 8 | 3 | 2 | 3 | 7  | 8  | −1  | 8  |
| Люксембург | 8 | 0 | 0 | 8 | 2  | 27 | −25 | 0  |

|            | Болгарія | НДР | Франція | Люксембург | Югославія |
| ---------- | -------- | --- | ------- | ---------- | --------- |
| Болгарія   | –        | 1–0 | 2–0     | 4–0        | 2–1       |
| НДР        | 2–1      | –   | 2–0     | 3–1        | 2–3       |
| Франція    | 1–0      | 2–0 | -       | 6–0        | 2–0       |
| Люксембург | 1–3      | 0–5 | 0–4     | -          | 0–1       |
| СФРЮ       | 0–0      | 1–2 | 0–0     | 1–0        | -         |

| 29 вересня 1984 |

| Югославія | 0 – 0    | Болгарія |
| --------- | -------- | -------- |
|           | Протокол |          |

| Стадіон Партизана, Белград Глядачів: 18,000 Арбітр: Ласло Падар (Угорщина) |

| 13 жовтня 1984 |

| Люксембург | 0 – 4    | Франція                                   |
| ---------- | -------- | ----------------------------------------- |
|            | Протокол | Баттістон 2' Платіні 13' Стопіра 24', 33' |

| Стад Мунісіпаль, Люксембург Глядачів: 7,982 Арбітр: Геннінг Лунд-Соренсен (Данія) |

| 20 жовтня 1984 |

| НДР                    | 2 – 3    | Югославія                            |
| ---------------------- | -------- | ------------------------------------ |
| Гловацкі 11' Ернст 50' | Протокол | Баждаревич 30' Вокррі 48' Шестич 80' |

| Центральштадіон, Лейпциг Глядачів: 55,045 Арбітр: Горст Бруммаєр (Австрія) |

| 17 листопада 1984 |

| Люксембург | 0 – 5    | НДР                                |
| ---------- | -------- | ---------------------------------- |
|            | Протокол | Ернст 60', 76', 81' Мінге 63', 78' |

| Стад-де-ла-Фронтьєр, Еш-сюр-Альзетт Глядачів: 1,179 Арбітр: Томас Доннеллі (Північна Ірландія) |

| 21 листопада 1984 |

| Франція            | 1 – 0    | Болгарія |
| ------------------ | -------- | -------- |
| Платіні 62' (пен.) | Протокол |          |

| Парк де Пренс, Париж Глядачів: 42,084 Арбітр: Карл-Гайнц Трічлер (ФРН) |

| 5 грудня 1984 |

| Болгарія                                          | 4 – 0    | Люксембург |
| ------------------------------------------------- | -------- | ---------- |
| Сіраков 8' Величков 31' Младенов 65' Димитров 70' | Протокол |            |

| Васил Левський, Софія Глядачів: 15,000 Арбітр: Антоніс Вассарас (Греція) |

| 8 грудня 1984 |

| Франція                 | 2 – 0    | НДР |
| ----------------------- | -------- | --- |
| Стопіра 32' Анзіані 89' | Протокол |     |

| Парк де Пренс, Париж Глядачів: 46,024 Арбітр: Паоло Кассарін (Італія) |

| 27 березня 1985 |

| Югославія  | 1 – 0    | Люксембург |
| ---------- | -------- | ---------- |
| Гудель 27' | Протокол |            |

| Билино Полє, Зениця Глядачів: 30,000 Арбітр: Олександр Мушковець (СРСР) |

| 3 квітня 1985 |

| Югославія | 0 – 0    | Франція |
| --------- | -------- | ------- |
|           | Протокол |         |

| Асім Ферхатович-Хасе, Сараєво Глядачів: 53,500 Арбітр: Ерік Фредрікссон (Швеція) |

| 6 квітня 1985 |

| Болгарія     | 1 – 0    | НДР |
| ------------ | -------- | --- |
| Младенов 87' | Протокол |     |

| Васил Левський, Софія Глядачів: 40,000 Арбітр: Франц Верер (Австрія) |

| 1 травня 1985 |

| Люксембург | 0 – 1    | Югославія  |
| ---------- | -------- | ---------- |
|            | Протокол | Вокррі 89' |

| Стад Мунісіпаль, Люксембург Глядачів: 6,550 Арбітр: Гудмунд Гаральдссон (Ісландія) |

| 2 травня 1985 |

| Болгарія                 | 2 – 0    | Франція |
| ------------------------ | -------- | ------- |
| Димитров 11' Сіраков 61' | Протокол |         |

| Васил Левський, Софія Глядачів: 57,000 Арбітр: Браян Макгінлі (Шотландія) |

| 18 травня 1985 |

| НДР                             | 3 – 1    | Люксембург  |
| ------------------------------- | -------- | ----------- |
| Мінге 19', 38' Ернст 45' (пен.) | Протокол | Лангерс 76' |

| Карл-Лібкнехт-Штадіон, Потсдам Глядачів: 9,000 Арбітр: Чарлз Скеррі (Мальта) |

| 1 червня 1985 |

| Болгарія       | 2 – 1    | Югославія       |
| -------------- | -------- | --------------- |
| Гетов 27', 58' | Протокол | Джуровський 29' |

| Васил Левський, Софія Глядачів: 60,000 Арбітр: Войтех Христов (Чехословаччина) |

| 11 вересня 1985 |

| НДР                 | 2 – 0    | Франція |
| ------------------- | -------- | ------- |
| Ернст 53' Креєр 81' | Протокол |         |

| Центральштадіон, Лейпциг Глядачів: 78,000 Арбітр: П'єтро Д'Елія (Італія) |

| 25 вересня 1985 |

| Люксембург  | 1 – 3    | Болгарія                                   |
| ----------- | -------- | ------------------------------------------ |
| Лангерс 65' | Протокол | Еллерс 2' (аг) Костадинов 26' Димитров 33' |

| Стад Мунісіпаль, Люксембург Глядачів: 1,050 Арбітр: Девід Сайм (Шотландія) |

| 28 вересня 1985 |

| Югославія | 1 – 2    | НДР          |
| --------- | -------- | ------------ |
| Шкоро 83' | Протокол | Том 47', 59' |

| Стадіон Партизана, Белград Глядачів: 35,000 Арбітр: Велоді Міміношвілі (СРСР) |

| 30 жовтня 1985 |

| Франція                                                     | 6 – 0    | Люксембург |
| ----------------------------------------------------------- | -------- | ---------- |
| Рошто 4', 29', 48' Туре 24' Жиресс 36' Фернандес 47' (пен.) | Протокол |            |

| Парк де Пренс, Париж Глядачів: 28,597 Арбітр: Міхал Лісткевич (Польща) |

| 6 листопада 1985 |

| Франція         | 2 – 0    | Югославія |
| --------------- | -------- | --------- |
| Платіні 2', 71' | Протокол |           |

| Парк де Пренс, Париж Глядачів: 45,670 Арбітр: Алексіс Понне (Бельгія) |

| 16 листопада 1985 |

| НДР                       | 2 – 1    | Болгарія  |
| ------------------------- | -------- | --------- |
| Цече 4' (пен.) Ліберс 40' | Протокол | Гочев 39' |

| Ернст-Тельман-Штадіон, Хемніц Глядачів: 32,000 Арбітр: Ян Кейзер (Нідерланди) |

### Група 5
| Команда    | І | В | Н | П | Г+ | Г- | РГ  | О  |
| ---------- | - | - | - | - | -- | -- | --- | -- |
| Угорщина   | 6 | 5 | 0 | 1 | 12 | 4  | +8  | 10 |
| Нідерланди | 6 | 3 | 1 | 2 | 11 | 5  | +6  | 7  |
| Австрія    | 6 | 3 | 1 | 2 | 9  | 8  | +1  | 7  |
| Кіпр       | 6 | 0 | 0 | 6 | 3  | 18 | −15 | 0  |

|            | Австрія | Кіпр | Угорщина | Нідерланди |
| ---------- | ------- | ---- | -------- | ---------- |
| Австрія    | –       | 4–0  | 0–3      | 1–0        |
| Кіпр       | 1–2     | –    | 1–2      | 0–1        |
| Угорщина   | 3–1     | 2–0  | -        | 0–1        |
| Нідерланди | 1–1     | 7–1  | 1–2      | -          |

| 2 травня 1984 |

| Кіпр           | 1 – 2    | Австрія                   |
| -------------- | -------- | ------------------------- |
| Крістофору 72' | Протокол | Гізінгер 37' Прогазка 75' |

| Макаріо, Нікосія Глядачів: 3,455 Арбітр: Менахем Ашкеназі (Ізраїль) |

| 26 вересня 1984 |

| Угорщина                          | 3 – 1    | Австрія    |
| --------------------------------- | -------- | ---------- |
| Надь 50' Естергазі 61' Кардош 77' | Протокол | Шахнер 23' |

| Ференц Пушкаш, Будапешт Глядачів: 22,000 Арбітр: Мішель Вотро (Франція) |

| 17 жовтня 1984 |

| Нідерланди | 1 – 2    | Угорщина                 |
| ---------- | -------- | ------------------------ |
| Кіфт 19'   | Протокол | Детарі 24' Естергазі 55' |

| Феєнорд, Роттердам Глядачів: 52,148 Арбітр: Андре Дайна (Швейцарія) |

| 14 листопада 1984 |

| Австрія        | 1 – 0    | Нідерланди |
| -------------- | -------- | ---------- |
| Валке 15' (аг) | Протокол |            |

| Герхард Ганаппі, Відень Глядачів: 15,000 Арбітр: Анатолій Мільченко (СРСР) |

| 17 листопада 1984 |

| Кіпр     | 1 – 2    | Угорщина           |
| -------- | -------- | ------------------ |
| Фоті 25' | Протокол | Рот 49' Нілаші 86' |

| Циріон, Лімасол Глядачів: 4,650 Арбітр: Браян Макгінлі (Шотландія) |

| 23 грудня 1984 |

| Кіпр | 0 – 1    | Нідерланди  |
| ---- | -------- | ----------- |
|      | Протокол | Гаутман 84' |

| Макаріо, Нікосія Глядачів: 2,371 Арбітр: Богдан Дочев (Болгарія) |

| 27 лютого 1985 |

| Нідерланди                                                                     | 7 – 1    | Кіпр        |
| ------------------------------------------------------------------------------ | -------- | ----------- |
| Е. Куман 12' Кіфт 28', 58' Схунакер 30', 79' Панціаріс 64' (аг) ван Бастен 65' | Протокол | Марангос 8' |

| Де Мер Стадіон, Амстердам Глядачів: 19,035 Арбітр: Душан Крхнак (Чехословаччина) |

| 3 квітня 1985 |

| Угорщина               | 2 – 0    | Кіпр |
| ---------------------- | -------- | ---- |
| Нілаші 48' Соколаї 83' | Протокол |      |

| Ференц Пушкаш, Будапешт Глядачів: 40,000 Арбітр: Ейнар Галле (Норвегія) |

| 17 квітня 1985 |

| Австрія | 0 – 3    | Угорщина                   |
| ------- | -------- | -------------------------- |
|         | Протокол | Кіпріц 21', 33' Детарі 48' |

| Ернст-Гаппель-Штадіон, Відень Глядачів: 21,000 Арбітр: Якоб Бауманн (Швейцарія) |

| 1 травня 1985 |

| Нідерланди | 1 – 1    | Австрія    |
| ---------- | -------- | ---------- |
| Кіфт 55'   | Протокол | Шахнер 60' |

| Феєнорд, Роттердам Глядачів: 57,000 Арбітр: Луїджі Аньйолін (Італія) |

| 7 травня 1985 |

| Австрія                                        | 4 – 0    | Кіпр |
| ---------------------------------------------- | -------- | ---- |
| Хрстич 2' Польстер 35' Шахнер 53' Вільфурт 71' | Протокол |      |

| Меркур Арена, Ґрац Глядачів: 16,000 Арбітр: Алан Снодді (Північна Ірландія) |

| 14 травня 1985 |

| Угорщина | 0 – 1    | Нідерланди |
| -------- | -------- | ---------- |
|          | Протокол | Де Віт 69' |

| Ференц Пушкаш, Будапешт Глядачів: 80,000 Арбітр: Карл-Йозеф Ассенмахер (ФРН) |

### Група 6
| Команда   | І | В | Н | П | Г+ | Г- | РГ  | О  |
| --------- | - | - | - | - | -- | -- | --- | -- |
| Данія     | 8 | 5 | 1 | 2 | 17 | 6  | +11 | 11 |
| СРСР      | 8 | 4 | 2 | 2 | 13 | 8  | +5  | 10 |
| Швейцарія | 8 | 2 | 4 | 2 | 5  | 10 | −5  | 8  |
| Ірландія  | 8 | 2 | 2 | 4 | 5  | 10 | −5  | 6  |
| Норвегія  | 8 | 1 | 3 | 4 | 4  | 10 | −6  | 5  |

|           | Данія | Норвегія | Ірландія | СРСР | Швейцарія |
| --------- | ----- | -------- | -------- | ---- | --------- |
| Данія     | –     | 1–0      | 3–0      | 4–2  | 0–0       |
| Норвегія  | 1–5   | –        | 1–0      | 1–1  | 0–1       |
| Ірландія  | 1–4   | 0–0      | -        | 1–0  | 3–0       |
| СРСР      | 1–0   | 1–0      | 2–0      | -    | 4–0       |
| Швейцарія | 1–0   | 1–1      | 0–0      | 2–2  | -         |

| 12 вересня 1984 |

| Ірландія | 1 – 0    | СРСР |
| -------- | -------- | ---- |
| Волш 64' | Протокол |      |

| Ленсдаун Роуд, Дублін Глядачів: 28,000 Арбітр: Ян Кейзер (Нідерланди) |

| 12 вересня 1984 |

| Норвегія | 0 – 1    | Швейцарія      |
| -------- | -------- | -------------- |
|          | Протокол | Еглі 3' (пен.) |

| Уллевол, Осло Глядачів: 14,413 Арбітр: Егон Состарич (СФРЮ) |

| 26 вересня 1984 |

| Данія       | 1 – 0    | Норвегія |
| ----------- | -------- | -------- |
| Елк'яер 56' | Протокол |          |

| Паркен, Копенгаген Глядачів: 45,400 Арбітр: Роналд Бриджес (Уельс) |

| 10 жовтня 1984 |

| Норвегія           | 1 – 1    | СРСР           |
| ------------------ | -------- | -------------- |
| Торесен 54' (пен.) | Протокол | Литовченко 74' |

| Уллевол, Осло Глядачів: 13,789 Арбітр: Фолькер Рот (ФРН) |

| 17 жовтня 1984 |

| Швейцарія    | 1 – 0    | Данія |
| ------------ | -------- | ----- |
| Барберіс 42' | Протокол |       |

| Ванкдорф, Берн Глядачів: 38,400 Арбітр: Ніл Міджлі (Англія) |

| 17 жовтня 1984 |

| Норвегія    | 1 – 0    | Ірландія |
| ----------- | -------- | -------- |
| Якобсен 42' | Протокол |          |

| Уллевол, Осло Глядачів: 15,139 Арбітр: Клаус Шойрель (НДР) |

| 14 листопада 1984 |

| Данія                      | 3 – 0    | Ірландія |
| -------------------------- | -------- | -------- |
| Елк'яер 26', 46' Лербю 55' | Протокол |          |

| Паркен, Копенгаген Глядачів: 45,300 Арбітр: Роберт Вурц (Франція) |

| 17 квітня 1985 |

| Швейцарія                  | 2 – 2    | СРСР                        |
| -------------------------- | -------- | --------------------------- |
| Брігге 43' (пен.) Еглі 90' | Протокол | Гаврилов 36' Дем'яненко 80' |

| Ванкдорф, Берн Глядачів: 51,000 Арбітр: Боб Валентайн (Шотландія) |

| 1 травня 1985 |

| Ірландія | 0 – 0    | Норвегія |
| -------- | -------- | -------- |
|          | Протокол |          |

| Ленсдаун Роуд, Дублін Глядачів: 18,500 Арбітр: Лайош Немет (Угорщина) |

| 2 травня 1985 |

| СРСР                                  | 4 – 0    | Швейцарія |
| ------------------------------------- | -------- | --------- |
| Протасов 18', 39' Кондратьєв 44', 45' | Протокол |           |

| Лужники, Москва Глядачів: 85,000 Арбітр: Рожер Схутерс (Бельгія) |

| 2 червня 1985 |

| Ірландія                        | 3 – 0    | Швейцарія |
| ------------------------------- | -------- | --------- |
| Степлтон 7' Гріліш 33' Шиді 57' | Протокол |           |

| Ленсдаун Роуд, Дублін Глядачів: 17,300 Арбітр: Паоло Бергамо (Італія) |

| 5 червня 1985 |

| Данія                                | 4 – 2    | СРСР                      |
| ------------------------------------ | -------- | ------------------------- |
| Елк'яер 16', 20' М. Лаудруп 61', 64' | Протокол | Протасов 25' Гоцманов 68' |

| Паркен, Копенгаген Глядачів: 45,700 Арбітр: Горст Бруммаєр (Австрія) |

| 11 вересня 1985 |

| Швейцарія | 0 – 0    | Ірландія |
| --------- | -------- | -------- |
|           | Протокол |          |

| Ванкдорф, Берн Глядачів: 24,000 Арбітр: Еміліо Соріано Аладрен (Іспанія) |

| 25 вересня 1985 |

| СРСР         | 1 – 0    | Данія |
| ------------ | -------- | ----- |
| Протасов 50' | Протокол |       |

| Лужники, Москва Глядачів: 100,000 Арбітр: Антоніс Вассарас (Греція) |

| 9 жовтня 1985 |

| Данія | 0 – 0    | Швейцарія |
| ----- | -------- | --------- |
|       | Протокол |           |

| Паркен, Копенгаген Глядачів: 45,600 Арбітр: Жоель Кінью (Франція) |

| 16 жовтня 1985 |

| Норвегія   | 1 – 5    | Данія                                                   |
| ---------- | -------- | ------------------------------------------------------- |
| Сундбю 44' | Протокол | М. Лаудруп 56' Лербю 63' Елк'яер 65' Берггреен 75', 78' |

| Уллевол, Осло Глядачів: 18,326 Арбітр: Йоан Ігна (Румунія) |

| 16 жовтня 1985 |

| СРСР                      | 2 – 0    | Ірландія |
| ------------------------- | -------- | -------- |
| Черенков 61' Протасов 90' | Протокол |          |

| Лужники, Москва Глядачів: 100,000 Арбітр: Паоло Казарін (Італія) |

| 30 жовтня 1985 |

| СРСР           | 1 – 0    | Норвегія |
| -------------- | -------- | -------- |
| Кондратьєв 58' | Протокол |          |

| Лужники, Москва Глядачів: 45,000 Арбітр: Браян Макгінлі (Шотландія) |

| 13 листопада 1985 |

| Швейцарія  | 1 – 1    | Норвегія   |
| ---------- | -------- | ---------- |
| Маттей 54' | Протокол | Сундбю 40' |

| Штадіон Альменд, Люцерн Глядачів: 4,500 Арбітр: Овадія Бен-Іцхак (Ізраїль) |

| 13 листопада 1985 |

| Ірландія    | 1 – 4    | Данія                                      |
| ----------- | -------- | ------------------------------------------ |
| Степлтон 6' | Протокол | Елк'яер 7', 76' М. Лаудруп 44' Сівебек 57' |

| Ленсдаун Роуд, Дублін Глядачів: 12,000 Арбітр: Франц Верер (Австрія) |

### Група 7
| Команда   | І | В | Н | П | Г+ | Г- | РГ | О |
| --------- | - | - | - | - | -- | -- | -- | - |
| Іспанія   | 6 | 4 | 0 | 2 | 9  | 8  | +1 | 8 |
| Шотландія | 6 | 3 | 1 | 2 | 8  | 4  | +4 | 7 |
| Уельс     | 6 | 3 | 1 | 2 | 7  | 6  | +1 | 7 |
| Ісландія  | 6 | 1 | 0 | 5 | 4  | 10 | −6 | 2 |

|           | Ісландія | Шотландія | Іспанія | Уельс |
| --------- | -------- | --------- | ------- | ----- |
| Ісландія  | –        | 0–1       | 1–2     | 1–0   |
| Шотландія | 3–0      | –         | 3–1     | 0–1   |
| Іспанія   | 2–1      | 1–0       | -       | 3–0   |
| Уельс     | 2–1      | 1–1       | 3–0     | -     |

| 12 вересня 1984 |

| Ісландія  | 1–0      | Уельс |
| --------- | -------- | ----- |
| Бергс 50' | Протокол |       |

| Лаугардалсволлур, Рейк'явік Глядачів: 10,837 Арбітр: Стен Єнссен (Данія) |

| 17 жовтня 1984 |

| Іспанія                                | 3–0      | Уельс |
| -------------------------------------- | -------- | ----- |
| Рінкон 7' Карраско 83' Бутрагеньйо 89' | Протокол |       |

| Естадіо Беніто Вільямарін, Севілья Глядачів: 42,500 Арбітр: Ерік Фредрікссон (Швеція) |

| 17 жовтня 1984 |

| Шотландія                    | 3–0      | Ісландія |
| ---------------------------- | -------- | -------- |
| Макстей 26', 40' Ніколас 74' | Протокол |          |

| Гемпден-Парк, Глазго Глядачів: 52,829 Арбітр: Егберт Мулдер (Нідерланди) |

| 14 листопада 1984 |

| Шотландія                        | 3–1      | Іспанія       |
| -------------------------------- | -------- | ------------- |
| М. Джонстон 33', 42' Далгліш 71' | Протокол | Гойкоечеа 65' |

| Гемпден-Парк, Глазго Глядачів: 74,299 Арбітр: Адольф Прокоп (НДР) |

| 14 листопада 1984 |

| Уельс              | 2–1      | Ісландія      |
| ------------------ | -------- | ------------- |
| Томас 36' Г'юз 62' | Протокол | Петурссон 56' |

| Нініан Парлк, Кардіфф Глядачів: 10,504 Арбітр: Едвард Фаррелл (Ірландія) |

| 27 лютого 1985 |

| Іспанія  | 1–0      | Шотландія |
| -------- | -------- | --------- |
| Клос 48' | Протокол |           |

| Рамон Санчес Пісхуан, Севілья Глядачів: 70,410 Арбітр: Мішель Вотро (Франція) |

| 27 березня 1985 |

| Шотландія | 0–1      | Уельс   |
| --------- | -------- | ------- |
|           | Протокол | Раш 37' |

| Гемпден-Парк, Глазго Глядачів: 62,444 Арбітр: Алексіс Понне (Бельгія) |

| 30 квітня 1985 |

| Уельс                 | 3–0      | Іспанія |
| --------------------- | -------- | ------- |
| Раш 44', 86' Г'юз 53' | Протокол |         |

| Рейскорс Граунд, Рексем Глядачів: 23,494 Арбітр: Ян Кейзер (Нідерланди) |

| 28 травня 1985 |

| Ісландія | 0–1      | Шотландія |
| -------- | -------- | --------- |
|          | Протокол | Бетт 86'  |

| Лаугардалсволлур, Рейк'явік Глядачів: 15,052 Арбітр: Анатолій Мільченко (СРСР) |

| 12 червня 1985 |

| Ісландія      | 1–2      | Іспанія                |
| ------------- | -------- | ---------------------- |
| Тордарсон 33' | Протокол | Сарабіа 50' Маркос 67' |

| Лаугардалсволлур, Рейк'явік Глядачів: 10,410 Арбітр: Андре Дайна (Швейцарія) |

| 10 вересня 1985 |

| Уельс    | 1–1      | Шотландія        |
| -------- | -------- | ---------------- |
| Г'юз 13' | Протокол | Купер 80' (пен.) |

| Нініан Парк, Кардіфф Глядачів: 39,500 Арбітр: Ян Кейзер (Нідерланди) |

| 25 вересня 1985 |

| Іспанія                  | 2–1      | Ісландія         |
| ------------------------ | -------- | ---------------- |
| Рінкон 44' Гордільйо 51' | Протокол | Торбйорнссон 35' |

| Естадіо Беніто Вільямарін, Севілья Глядачів: 45,210 Арбітр: Зігфрід Кіршен (НДР) |

## Плей-оф УЄФА
| 16 жовтня 1985 | Бельгія         | 1–0      | Нідерланди | Брюссель, Бельгія                                                           |  |
|                | Веркаутерен 20' | Протокол |            | Стадіон: Констант Ванден Сток Глядачі: 30,764 Суддя: П'єтро Д'Елія (Італія) |  |
|                |                 |          |            |                                                                             |  |

| 20 листопада 1985 | Нідерланди             | 2–1 (2–2) | Бельгія  | Роттердам, Нідерланди                                          |  |
|                   | Гаутман 60' де Віт 72' | Протокол  | Грюн 85' | Стадіон: Феєнорд Глядачі: 54,000 Суддя: Джордж Кортні (Англія) |  |
|                   |                        |           |          |                                                                |  |

Рахунок за сумою двох ігор був нічийним (2–2), тому Бельгія кваліфікувалася завдяки голу на чужому полі.

## Міжконтинентальний плей-оф
Команда, що посіла друге місце у Групі 7, збірна Шотландії, вийшла до плей-оф ОФК — УЄФА, де їй протистояв переможець відбіркового турніру Зони ОФК (збірна Австралії), і де розігрувалася одна путівка до фінальної частини чемпіонату світу 1986 року.

## Бомбардири
8 голів
- Пребен Елк'яер-Ларсен

6 голів
- Райнер Ернст

5 голів
- Браян Робсон
- Фернанду Гоміш
- Протасов Олег Валерійович

4 голи
- Мікаель Лаудруп
- Ральф Мінге
- Марк Гейтлі
- Мішель Платіні
- Вім Кіфт
- Георге Хаджі
- Роберт Приц
- Карл-Гайнц Румменігге

3 голи
- Бедрі Омурі
- Вальтер Шахнер
- Франк Веркаутерен
- Георгій Димитров
- Петр Янечка
- Гарі Лінекер
- Тоні Вудкок
- Міка Ліппонен
- Домінік Рошто
- Яннік Стопіра
- Норман Вайтсайд
- Даріуш Дзекановський
- Влодзімеж Смолярек
- Карлуш Мануел
- Родіон Кеметару
- Кондратьєв Георгій Петрович
- Дан Корнеліуссон
- Марк Г'юз
- Іан Раш
- Клаус Аллофс
- П'єр Літтбарскі
- Уве Ран

2 голи
- Енцо Шифо
- Пламен Гетов
- Стойчо Младенов
- Наско Сіраков
- Клаус Берггреен
- Серен Лербю
- Андреас Том
- Джон Барнс
- Ярі Рантанен
- Лайош Детарі
- Мартон Естергазі
- Йожеф Кіпріц
- Тібор Нілаші
- Френк Степлтон
- Роббі Лангерс
- Леонард Фарруджа
- Петер Гаутман
- Дік Схунакер
- Роб де Віт
- Том Сундбю
- Збігнев Бонек
- Діамантіну Міранда
- Дейві Купер
- Мо Джонстон
- Пол Макстей
- Іполіто Рінкон
- Томас Сунессон
- Андре Еглі
- Маттіас Гергет
- Руді Феллер
- Фаділ Вокррі

1 гол
- Мірел Йоса
- Агустін Кола
- Арбен Мінга
- Мартін Гізінгер
- Петер Хрстич
- Тоні Польстер
- Герберт Прогазка
- Геральд Вільфурт
- Ніко Класен
- Жорж Грюн
- Ервін Ванденберг
- Едді Вордекерс
- Русі Гочев
- Костадин Костадинов
- Бойчо Величков
- Пасхаліс Крістофору
- Костас Фоті
- Панаїотіс Марангос
- Ян Бергер
- Станіслав Грига
- Владімір Грушка
- Карел Яролім
- Владіслав Лауда
- Йозеф Новак
- Ладислав Візек
- Йон Сівебек
- Мікаель Гловацкі
- Роланд Креєр
- Маттіас Ліберс
- Уве Цече
- Вів Андерсон
- Гленн Годдл
- Кенні Сенсом
- Кріс Водл
- Арі Хєлм
- Арі Валве
- Філіпп Анзіані
- Патрік Баттістон
- Луїс Фернандес
- Ален Жиресс
- Жозе Туре
- Нікос Анастопулос
- Костас Антоніу
- Тасос Мітропулос
- Дімітріс Саравакос
- Йоргос Скартадос
- Йожеф Кардош
- Антал Надь
- Анталь Рот
- Ласло Соколаї
- Магнус Бергс
- Петур Петурссон
- Гудмундур Торбйорнссон
- Тейтур Тордарсон
- Тоні Гріліш
- Кевін Шиді
- Міккі Волш
- Кармел Бусуттіл
- Майкл Деджорджо
- Раймонд Ксюереб
- Ервін Куман
- Марко ван Бастен
- Джеррі Армстронг
- Джон О'Нілл
- Мартін О'Нілл
- Джиммі Квінн
- Поль Якобсен
- Галлвар Торесен
- Марек Островський
- Анджей Палаш
- Руй Жордан
- Жозе Рафаел
- Марсел Кораш
- Йон Гилгеу
- Джино Йоргулеску
- Штефан Йован
- Дорін Матеуц
- Джим Бетт
- Кенні Далгліш
- Френк Макейвенні
- Чарлі Ніколас
- Черенков Федір Федорович
- Дем'яненко Анатолій Васильович
- Гаврилов Юрій Васильович
- Гоцманов Сергій Анатолійович
- Литовченко Геннадій Володимирович
- Еміліо Бутрагеньйо
- Франсіско Хосе Карраско
- Пако Клос
- Андоні Гойкоечеа Оласкоага
- Рафаель Гордільйо
- Маркос Алонсо Пенья
- Мануель Сарабіа
- Інгемар Ерландссон
- Ларс Ларссон
- Матс Магнуссон
- Турбйорн Нільссон
- Гленн Стремберг
- Умберто Барберіс
- Жан-Поль Брігге
- Крістіан Маттей
- Метін Текін
- Ільяс Тюфекчі
- Міккі Томас
- Томас Бертольд
- Андреас Бреме
- Карл-Гайнц Ферстер
- Фелікс Магат
- Лотар Маттеус
- Мехмед Баждаревич
- Мілко Джуровський
- Іван Гудель
- Милош Шестич
- Харис Шкоро

1 автогол
- Нікос Панціаріс (у грі проти Нідерландів)
- Гі Еллерс (у грі проти Болгарії)
- Міхел Валке (у грі проти Австрії)
- Фредеріку Роза (у грі проти Мальти)
- Джино Йоргулеску (у грі проти Північної Ірландії)
- Андреас Равеллі (у грі проти Чехословаччини)